# Antonín Harazim
Antonín Harazim (17. srpna 1931 Kateřinky – 30. října 1953 Věznice Pankrác) byl český elektrikář a protikomunistický odbojář odsouzený komunistickým režimem k trestu smrti a popravený v roce 1953.

## Životopis
Narodil se v roce 1931 ve Kateřinkách na Opavsku.

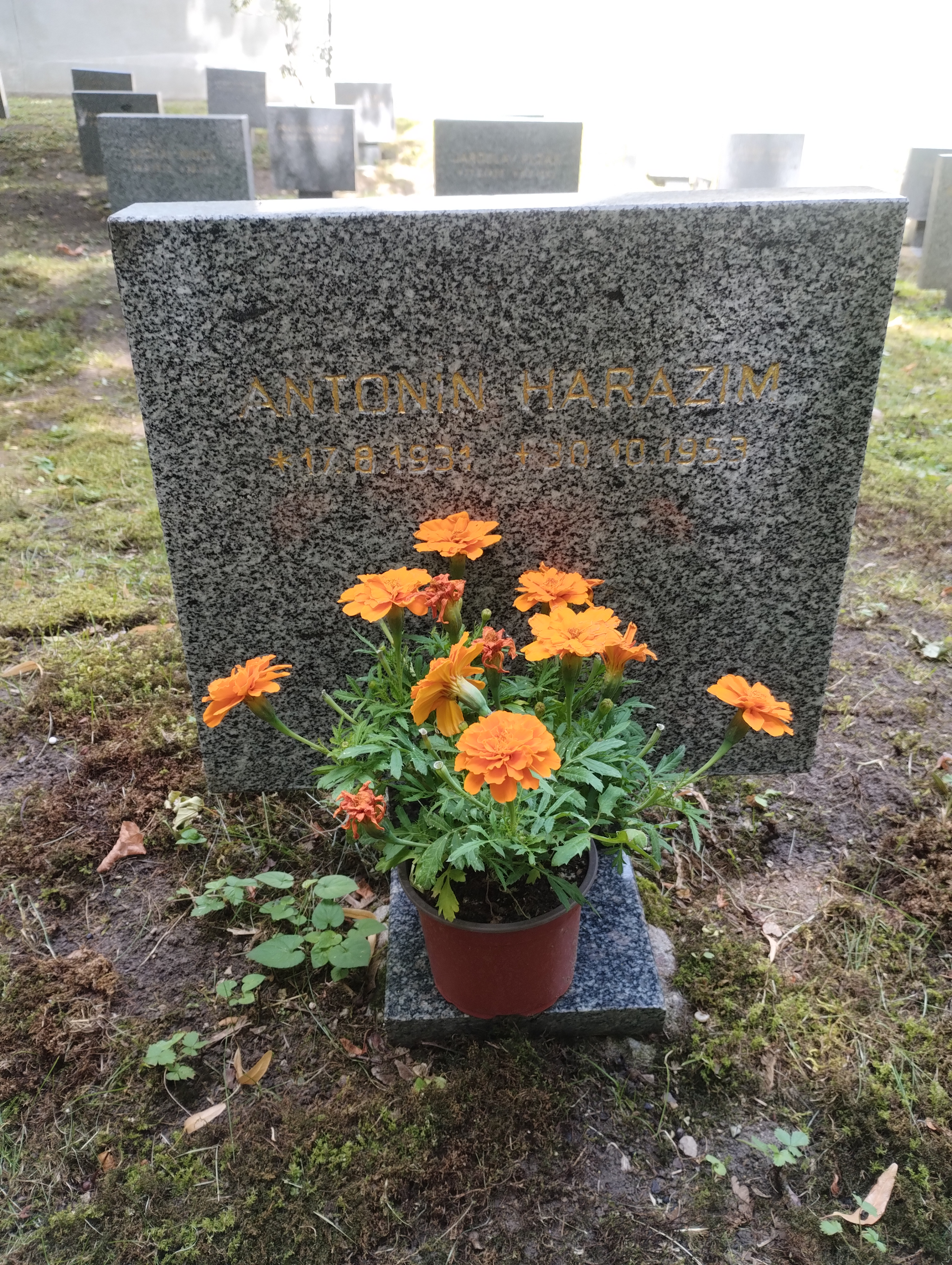
Symbolický náhrobek A. Harazima na Čestném pohřebišti v Ďáblicích

V roce 1952 se zapojil do protikomunistické odbojové skupiny. Společně se svými spolupracovníky Bohumilem Jakubkem a Vladislavem Hadašem, se kterými se seznámil při práci v národním podniku Průmstav, plánoval provést sabotáže ve státním statku a ve státní traktorové stanice v Opavě. Nedlouho po svém založení ovšem skupinu infiltrovali agenti Státní bezpečnosti. To si původní členové uvědomili, a rozhodli se jich zbavit. Jednoho z agentů zavraždili a dalšího zranili. Při onom incidentu byl ovšem zraněn i Harazim, kterého jeho spolupracovníci odvedli do nemocnice. V ní ovšem potkali zraněného agenta StB, který přítomnost celé skupiny okamžitě nahlásil a její členové tak byli zatčeni. V červnu 1953 byl Harazim odsouzen k trestu smrti. Popraven byl v říjnu 1953.